# Settimana Ciclistica Lombarda 2011
La Settimana Ciclistica Lombarda 2011, quarantunesima edizione della corsa, si svolse dal 31 agosto al 3 settembre su un percorso di 686 km ripartiti in 4 tappe, con partenza a Nembro e arrivo a Bergamo. Fu vinta dal francese Thibaut Pinot della FDJ davanti agli italiani Simone Stortoni e Davide Rebellin.

## Tappe
| Tappa  | Data         | Percorso                          | km    | Vincitore di tappa | Leader cl. generale |
| ------ | ------------ | --------------------------------- | ----- | ------------------ | ------------------- |
| 1ª     | 31 agosto    | Nembro > Presolana                | 176,9 | Thibaut Pinot      | Thibaut Pinot       |
| 2ª     | 1º settembre | Calcinato > Calcinato             | 199   | Sacha Modolo       | Thibaut Pinot       |
| 3ª     | 2 settembre  | Alzano Lombardo > Alzano Lombardo | 162,5 | Sacha Modolo       | Thibaut Pinot       |
| 4ª     | 3 settembre  | Gorle > Bergamo                   | 147,4 | Giovanni Visconti  | Thibaut Pinot       |
| Totale | Totale       | Totale                            | 686   |                    |                     |

## Dettagli delle tappe

### 1ª tappa
- 31 agosto: Nembro > Presolana – 176,9 km

| Pos. | Corridore       | Squadra | Tempo    |
| ---- | --------------- | ------- | -------- |
| 1    | Thibaut Pinot   | FDJ     | 4h26'09" |
| 2    | Simone Stortoni | Colnago | a 19"    |
| 3    | Davide Rebellin | Miche   | a 27"    |

| Pos. | Corridore       | Squadra | Tempo    |
| ---- | --------------- | ------- | -------- |
| 1    | Thibaut Pinot   | FDJ     | 4h25'59" |
| 2    | Simone Stortoni | Colnago | a 23"    |
| 3    | Davide Rebellin | Miche   | a 33"    |

### 2ª tappa
- 1º settembre: Calcinato > Calcinato – 199 km

| Pos. | Corridore       | Squadra  | Tempo    |
| ---- | --------------- | -------- | -------- |
| 1    | Sacha Modolo    | Colnago  | 4h40'18" |
| 2    | Manuel Belletti | Colnago  | s.t.     |
| 3    | Daniele Colli   | Geox-TMC | s.t.     |

| Pos. | Corridore       | Squadra | Tempo    |
| ---- | --------------- | ------- | -------- |
| 1    | Thibaut Pinot   | FDJ     | 9h06'17" |
| 2    | Simone Stortoni | Colnago | a 23"    |
| 3    | Davide Rebellin | Miche   | a 33"    |

### 3ª tappa
- 2 settembre: Alzano Lombardo > Alzano Lombardo – 162,5 km

| Pos. | Corridore          | Squadra      | Tempo    |
| ---- | ------------------ | ------------ | -------- |
| 1    | Sacha Modolo       | Colnago      | 3h40'31" |
| 2    | Gianluca Brambilla | Colnago      | s.t.     |
| 3    | Luca Mazzanti      | Farnese Vini | s.t.     |

| Pos. | Corridore       | Squadra | Tempo     |
| ---- | --------------- | ------- | --------- |
| 1    | Thibaut Pinot   | FDJ     | 12h46'50" |
| 2    | Simone Stortoni | Colnago | a 23"     |
| 3    | Davide Rebellin | Miche   | a 33"     |

### 4ª tappa
- 3 settembre: Gorle > Bergamo – 147,4 km

| Pos. | Corridore         | Squadra      | Tempo    |
| ---- | ----------------- | ------------ | -------- |
| 1    | Giovanni Visconti | Farnese Vini | 3h13'45" |
| 2    | Giuseppe De Maria | De Rosa      | s.t.     |
| 3    | Simone Stortoni   | Colnago      | s.t.     |

| Pos. | Corridore       | Squadra | Tempo     |
| ---- | --------------- | ------- | --------- |
| 1    | Thibaut Pinot   | FDJ     | 16h00'35" |
| 2    | Simone Stortoni | Colnago | a 19"     |
| 3    | Davide Rebellin | Miche   | a 33"     |

## Classifiche finali

### Classifica generale - Maglia giallo-rossa
| Pos. | Corridore          | Squadra | Tempo     |
| ---- | ------------------ | ------- | --------- |
| 1    | Thibaut Pinot      | FDJ     | 16h00'35" |
| 2    | Simone Stortoni    | Colnago | a 19"     |
| 3    | Davide Rebellin    | Miche   | a 33"     |
| 4    | José Serpa         | Androni | a 37"     |
| 5    | Domenico Pozzovivo | Colnago | s.t.      |
| 6    | Sergey Firsanov    | Itera   | a 38"     |
| 7    | Antonio Santoro    | Androni | a 53"     |
| 8    | Luca Mazzanti      | Farnese | a 58"     |
| 9    | Paolo Bailetti     | De Rosa | s.t.      |
| 10   | Riccardo Chiarini  | Androni | a 1'00"   |